# فاندربيجلبارك
فاندربيجلبارك (بالإنجليزية: Vanderbijlpark)‏ هي بلدة تقع في جنوب أفريقيا في Emfuleni Local Municipality.

## المناخ
يظهر الجدول التالي التغييرات المناخية على مدار السنة لفاندربيجلبارك:
| البيانات المناخية لـفاندربيجلبارك         | البيانات المناخية لـفاندربيجلبارك | البيانات المناخية لـفاندربيجلبارك | البيانات المناخية لـفاندربيجلبارك | البيانات المناخية لـفاندربيجلبارك | البيانات المناخية لـفاندربيجلبارك | البيانات المناخية لـفاندربيجلبارك | البيانات المناخية لـفاندربيجلبارك | البيانات المناخية لـفاندربيجلبارك | البيانات المناخية لـفاندربيجلبارك | البيانات المناخية لـفاندربيجلبارك | البيانات المناخية لـفاندربيجلبارك | البيانات المناخية لـفاندربيجلبارك | البيانات المناخية لـفاندربيجلبارك |
| الشهر                                     | يناير                             | فبراير                            | مارس                              | أبريل                             | مايو                              | يونيو                             | يوليو                             | أغسطس                             | سبتمبر                            | أكتوبر                            | نوفمبر                            | ديسمبر                            | المعدل السنوي                     |
| ----------------------------------------- | --------------------------------- | --------------------------------- | --------------------------------- | --------------------------------- | --------------------------------- | --------------------------------- | --------------------------------- | --------------------------------- | --------------------------------- | --------------------------------- | --------------------------------- | --------------------------------- | --------------------------------- |
| الدرجة القصوى °م (°ف)                     | 43 (109)                          | 36 (97)                           | 35 (95)                           | 33 (91)                           | 28 (82)                           | 25 (77)                           | 25 (77)                           | 28 (82)                           | 32 (90)                           | 35 (95)                           | 38 (100)                          | 38 (100)                          | 43 (109)                          |
| متوسط درجة الحرارة الكبرى °م (°ف)         | 29 (84)                           | 28 (82)                           | 27 (81)                           | 24 (75)                           | 22 (72)                           | 19 (66)                           | 20 (68)                           | 22 (72)                           | 26 (79)                           | 27 (81)                           | 27 (81)                           | 28 (82)                           | 25 (77)                           |
| المتوسط اليومي °م (°ف)                    | 22 (72)                           | 21 (70)                           | 20 (68)                           | 17 (63)                           | 14 (57)                           | 10 (50)                           | 11 (52)                           | 14 (57)                           | 18 (64)                           | 19 (66)                           | 20 (68)                           | 21 (70)                           | 17 (63)                           |
| متوسط درجة الحرارة الصغرى °م (°ف)         | 17 (63)                           | 16 (61)                           | 15 (59)                           | 5 (41)                            | −1 (30)                           | −2 (28)                           | 1 (34)                            | 7 (45)                            | 12 (54)                           | 14 (57)                           | 16 (61)                           | 17 (63)                           | 12 (54)                           |
| أدنى درجة حرارة °م (°ف)                   | 8 (46)                            | 11 (52)                           | 6 (43)                            | 2 (36)                            | −3 (27)                           | −7 (19)                           | −4 (25)                           | −1 (30)                           | 2 (36)                            | 4 (39)                            | 7 (45)                            | 7 (45)                            | −6 (21)                           |
| الهطول مم (إنش)                           | 154 (6.1)                         | 75 (3.0)                          | 82 (3.2)                          | 51 (2.0)                          | 13 (0.5)                          | 7 (0.3)                           | 3 (0.1)                           | 6 (0.2)                           | 22 (0.9)                          | 71 (2.8)                          | 98 (3.9)                          | 120 (4.7)                         | 703 (27.7)                        |
| متوسط أيام هطول الأمطار                   | 14                                | 11                                | 10                                | 7                                 | 3                                 | 1                                 | 1                                 | 2                                 | 3                                 | 9                                 | 12                                | 15                                | 87                                |
| ساعات سطوع الشمس الشهرية                  | 261                               | 235                               | 254                               | 246                               | 283                               | 271                               | 289                               | 296                               | 284                               | 275                               | 254                               | 272                               | 3٬220                             |
| المصدر #1: South African Weather Service  |                                   |                                   |                                   |                                   |                                   |                                   |                                   |                                   |                                   |                                   |                                   |                                   |                                   |
| المصدر #2: The Weather Network (sun only) |                                   |                                   |                                   |                                   |                                   |                                   |                                   |                                   |                                   |                                   |                                   |                                   |                                   |

## توأمة
لفاندربيجلبارك اتفاقيات توأمة مع كل من:
- آيندهوفن [7]
- تيلبورخ [8]

## أعلام
- يوجين بوتس
- راي جينينغز
- كينيث جينينغز
- مايك سكوت
- بيهاتي برينسلو